# Jägerstab
El Jägerstab (que podría traducirse como Grupo de caza) fue creado por el  Ministerio del aire y el Ministerio del Reich para el Armamento y la Munición (RMfRuK). El Jägerstab se creó a imagen y semejanza de los grupos de Kessler y estructurado como un grupo de gestión dentro de la defensa aérea germana.  El primero de marzo de 1944 se crea oficialmente con un plazo de permanencia de seis meses y con la misión de aumentar de forma considerable la producción de aviones de caza sin reparar en las limitaciones impuestas por la burocracia y dentro del contexto de la guerra total. También tenía como misión la descentralización de la industria aeronáutica a una red de instalaciones subterráneas repartidas por todo el Reich, habida cuenta de la incapacidad de la Luftwaffe para defender las fábricas de forma eficaz.
El 1 de agosto de 1944 se disolvió de forma nominal, puesto que el Rüstungsstab se encargó de llevar a cabo las mismas tareas.
El Jägerstab estaba bajo la dirección de Karl Saur, el responsable de la Oficina Técnica del RMfRuK. Entre los miembros más importantes del Jägerstab figuraba Hans Kammler, quien era también el jefe del Amtsgruppe C Bauwesen” (Grupo C Construcción) de la Oficina Principal de Administración de Asuntos Económicos y Administrativos de las SS.
El Jägerstab propició la integración de la industria aeronáutica dentro de la industria armamentística, al principio a través del Comité Principal de Construcción Aeronáutica y después el Comité Principal Aeronáutico del RMfRuK de Albert Speer como reemplazo de la Oficina General de Producción Aeronáutica (Generalluftzeugmeister).

## Miembros
Personas relacionadas directamente con el Jägerstab:
- Ministro Albert Speer
- Secretario de Estado Karl Saur
- Generalfeldmarschall Erhard Milch
- Regierungsbaumeister Franz Xaver Dorsch
- SS-Obergruppenführer Hans Kammler
- Walter Schlempp y Heinrich Lübke
- Fritz Schmelzer
- Karl Frydag (Henschel & Sohn)
- William Werner (Auto Union)
- Hans Heyne (Vicepresidente de   AEG)
- Wilhelm Schaaf Miembro de la junta directiva de BMW. Director del ‘’Hauptausschuss Kraftfahrzeuge’’ (Comité Principal de Vehículos a Motor) y responsable de logística del Jägerstab.

## Planificación y dispersión subterránea
Estaba proyectado construir fábricas de dimensiones colosales denominadas ‘’Jägerfabriken’’. Cada una tendría 30 m de altura, 300/400 m de longitud, 90 de anchura y hasta 6 pisos de 600 000 m² productivos:
- Proyecto „Ringeltaube“ para Messerschmitt GmbH] en el de concentración de Kaufering, Augsburgo.
- Instalaciones ’’Weingut I Mühldorfer Hart, en Mühldorf am Inn
- Vaihingen an der Enz, en Stuttgart
- Glesch an der Erft, Bergheim/Renania del Norte-Westfalia
- Área al norte de Praga

Importantes centros de producción e investigación que sufrieron un cambio de ubicación:
- Centro de Investigación y Desarrollo Oberbayerische Forschungsanstalt“ de Messerschmitt AG. Nombre en clave: Cerusit“
- Fábrica subterránea de Messerschmitt AG en Sankt Georgen an der Gusen. Nombre en clave: Bergkristall“
- Fábrica subterránea de Messerschmitt AG en Eschenlohe. Nombre en clave: Ente“

## ‘’’Rüstungsstab’’’ (Grupo de armamento) del Ministerio del Reich para el Armamento y la Munición (Speer)
El 21 de septiembre de 1944 Erhard Milch fue nombrado segundo de Speer en el RfRuK.

## Publicaciones
- Horst Boog, Detlef Vogel, Gerhard Krebs:  Das Deutsche Reich in der Defensive - Strategischer Luftkrieg in Europa, Krieg im Westen und in Ostasien 1943. Vol. 7 de la serie "Das Deutsche Reich in der Zweite Weltkrieg." DVA 2001. 831 pág. ISBN 3421055076
- Olaf Groehler: Geschichte des Luftkriegs 1910 a 1980. Ediciones Militares de la RDA, Berlín 1981
- Albert Speer: Anordnung vom 1. März 1944 über die Errichtung des Jägerstabs. En: Dietrich Eichholtz y Wolfgang Schumann, Eds.: Anatomie des Krieges. Neue Dokumente über die Rolle des deutschen Monopolkapitals bei der Durchführung des Zweiten Weltkrieges. Deutscher Verlag der Wissenschaften (Empresa estatal) Berlín 1969. (Contiene registros de personas, empresas, instituciones, nombres geográficos y algunas imágenes. Doc. 244, p. 443 y ss.

## Enlaces
- Proyecto de fabricación de armamento Ringeltaube
- Antiguas instalaciones de investigación de  Messerschmitt AG en Oberammergau
- Antiguas instalaciones de investigación de  Messerschmitt AG en Eschenlohe

- Datos: Q1714907